# Vincenzo Boccieri
Vincenzo Boccieri (Baiano, 22 dicembre 1860 – Avellino, 29 dicembre 1939) è stato un politico italiano.

## Biografia
Di estrazione borghese, si laurea dapprima in lettere e filosofia, quindi in giurisprudenza. Insegnante di lettere nei licei di Sicilia e Puglia, nel 1902 viene nominato archivista dell'amministrazione provinciale di Avellino. Politicamente vicino al repubblicanesimo, prende parte alla vita politica di Baiano, sostenendo dapprima il barone Girolamo Del Balzo, per poi candidarsi nel 1913 nel collegio della sua città. Non eletto ci riprova nel 1919 candidandosi nella lista dei popolari, che all'epoca raccoglieva diverse personalità di spicco delle tradizionali clientele irpine rimaste senza una collocazione. Membro della commissione delle petizioni nel 1921 è il primo dei non eletti, e per tale motivo si ritira dalla vita politica vivendo della professione di avvocato.